# Luca Brasi 2
Luca Brasi 2 è il dodicesimo mixtape del rapper statunitense Kevin Gates, pubblicato nel 2014. Nel 2018 la RIAA lo certifica disco di platino per il milione di copie vendute. Il secondo mixtape della serie Luca Brasi è accolto positivamente dalla critica specializzata.
Luca Brasi 2 esordisce alla 38ª posizione nella Billboard 200, vendendo 26.224 unità equivalenti ad album, incluse 22.892 copie fisiche. È tra gli album più venduti del 2015 negli Stati Uniti, venendo inserito nella classifica di fine anno di Billboard al 196º posto.
| Recensione | Giudizio |
| ---------- | -------- |
| AllMusic   | [ 5 ]    |
| Pitchfork  | [ 6 ]    |
| HipHopDX   | [ 7 ]    |
| Complex    | [ 1 ]    |

## Tracce
1. Luca Brasi Intro – 2:35 – Big Hurt Tracks
2. I Don't Get Tired (featuring August Alsina) – 3:30 – Nic Nac, Mark Kragen
3. John Gotti – 3:45 – Red on da Track, Capo Red
4. Perfect Imperfection – 3:59 – Red on da Track, Touchdown
5. Plug Daughter – 2:24 – Beat Zombie
6. Out the Mud – 4:01 – The Runners, The Monarch
7. Thugged Out (featuring Boobie Black) – 3:14 – Rico Love, Diego Ave
8. Sit Down – 4:20 – Bobby Johnson
9. Complaining (featuring Rico Love) – 4:03 – Rico Love, D-Town
10. Talk on Phones – 2:55 – B.o.B
11. Wassup with It – 3:13 – Kane Beatz, JMIKE, TODAY
12. Don't Panic – 3:50 – Earl & E, Diego Ave
13. Break the Bitch Down (featuring K Camp) – 3:01 – FRESHM3N III, Go Grizzly
14. In My Feelings – 4:05 – P-Lo, Mark Nilan, Jr.
15. Pourin the Syrup – 3:49 – Jaque Beats
16. Wild Ride – 4:18 – DZY, Prezident Jeff
17. Word Around Town (featuring Rich Homie Quan) – 3:12 – The Featherstones
18. Making Love – 3:40 – Beat Zombie